# Зографска грамота
Зографската грамота е дарствен хрисовул, даден от цар Иван Александър на Зографския манастир в Атон през 1342 г. Чрез тази грамота българският цар, със съгласието на византйския император Йоан V Палеолог, дарява на манастира село Хантак в поречието на Долна Струма, тогава в границите на Византия. Грамотата е написана на пергамент с размер 63x36 см. с полуустав. Златният печат липсва, но като цяло документът е отлично запазен. Хрисовулът се съхранява в Зографския манастир.
Зографската грамота съдържа важни исторически сведения за статута на Зографския манастир като едър поземлен собственик в средата на 14 в., както и за отношенията между българския цар и споменатите в грамотата византийски императори. Типична за езика на грамотата е употребата на глаголи от новобългарското 3-то а-спрежение – издаватъ, заповелѣватъ. В грамотата е употребено и ново относително местоимение – коиже.

## Текст на грамотата
Понеже прочее бе желание на Бога Отца и Господа Исус Христос по застъпничеството на същинската и истински пречиста и преблагословена владичица и богородителница Света гора Атонска да бъде пристанище за спасението на всяка душа християнска, а още повече православна, прибягваща в нея с усърдие, поради която причина бяха издигнати трудолюбиво множество велики и дивни свети домове от страна на благочестивите царе и богобоязливите велможи, и преподобни иноци и бяха украсени и обогатени всячески – с многоценни камъни и бисер, със злато и сребро, с богатства и много други правдини, движими и недвижими, та да бъдат в доволство и изобилие онези, които живеят и пребивават в тези всечисти и божествени домове, като възпяват и славят единния Бог, прославян в Троица, и пречистата и прославена негова майка, да поменуват също и православните и христолюбиви, и приснопаметни царе, и другите бележити ктитори, и целия християнски род. Защтото на това място се намират ктитори не само от един или два рода, но понеже общо е спасението в него за онези, които го търсят, общо бе и мястото на онези, които изказват върху него своето благоволение. Поради това там се намират строежи на всякакъв православен род и език, първом особено гърци и българи, а после сърби, руси и иверийци, като всеки има упоменание според своите трудове, още повече според своята ревност. Там се намира и божественият и всечестен дом, който е почитан в името на светия и славен великомъченик и победоносец Георги, наречен Зографски.
Този [дом] прочее отдавна се владее от православните, благочестиви и христолюбиви български царе, деди и прадеди на моето царство, и всеки от тях, дори и до нашето царство, е придавал и го е крепил според своето благоволение за свое упоменание. Откакто е благоизволил Господ бог мой Исус Христос по милостта и застъпничеството на пречистата негова майка и ме постави на престола на българското царство, който е дядов и прадядов на моето царство, то също и моето царство прилагаше и даваше според възможностите си през всички свои времена. Но всички тези неща не бяха смятани за нищо от моето царство съобразно с онова желание и попечение, което имаше, и то жадуваше много ден и нощ, като промишляваше как и коя вещ или дело да изнамери и да подари на този всечестен дом на светия и славен великомъченик и победоносец Георги някакво недвижимо и неотемлимо достояние. И понеже отвъд, в гръцката държава, при реката Стримон, се намираше селото Хантак, за него бе известно на царството ми, че е било искано много пъти от мнозина в прежни времена, а също са искали това село и бившите преди нас царе и крале, като давали за него много хиляди, но не го получили. Това бе, както се вижда, усмотрение на светеца.
Сега прочее, понеже това село подобаваше да бъде достояние на този всечестен дом на светия и славен великомъченик и победоносец Георги, моето царство, като се обърна към щедростта на Бога и на пречистата негова майка и към застъпничеството и помощта на светеца, а също и истинната и нелицемерна любов, която царството ми имаше с превисокия гръцки цар, възлюбения брат и сват на моето царство, господин Андроник Палеолог, даже и до неговата смърт, а след неговата смърт царството ми пак не измени на своята любов, но я удвои и върху неговия син – превисокия цар на гърците Калоян Палеолог, възлюбения племенник и сват на моето царство, поради което и с дръзновение моето царство изпрати при него и поиска от него това село, наричано Хантак, за името на светия и славен великомъченик и победоносец Георги, което нещо и биде сторено веднага, без всякакво прекословие и пререкание, а, напротив, с любов, и той даде това село, наречено Хантак, в разпоредбата на моето царство. По този начин го поиска царството ми не някак насилствено, нито прикрито, но по любов, и той като благочестив и превисок цар разбра и подари това село заедно с всичките му прилежания и правдини по свое благоволение, гласно и с изявление на цялото свое царство, и чрез златопечатно слово на своето царство, та да бъде неотстъпно и неотемлимо от всечестния дом на светия и славен великомъченик и победоносец Георги поради молбата и искането на моето царство. Също и относно петдесетте перпера, които засягаха владенията на тази всечестна обител и се вземаха заради житарство и горница, и градозидание, повели да бъдат премахнати и те и да не се вземат нито до една златица, докато съществува и пребивава казаният всечестен дом.
И понеже царството ми успя да постигне тази отдавна желана и добра молба, то благоизволи и моето царство и издава настоящето златопечатно слово на царството ми, чрез което и повелява царството ми споменатият манастир на царството ми да има и владее казаното село Хантак без крамоли, напълно неприкосновено и непоколебимо, и неотемлимо, с всички негови прилежания и приходи.
Също така да не се задява владението на този всечестен манастир за заплащането на казаните петдесет перпера, които се плащаха заради житарство и горнина, и градозидание, понеже ги измоли и тях царството ми от превисокия цар Калоян Палеолог, възлюбения племенник и сват на моето царство.
И така да бъде безпречно по мощта и силата на настоящото златопечатно слово на царството ми и да владеят, и държат преподобните иноци, които пребивават в дома на светия и славен великомъченик и победоносец Георги, реченото село без крамоли, напълно безпречно и незиблемо, с всичките му прилежания и доходи, без обаче някой да задява владението на този всечестен манастир за заплащане на петдесетте перпера, понеже, както бе казано по-горе, царството ми ги измоли заедно с останалите свои моления и свърза, и утвърди, и укрепи, по благоволението на Отца и Господа наш Исус Христос и застъпничеството на пречистата Богородица, и с помощта на светия славен великомъченик и победоносец Георги според силата си, та да се свърже и царството ми към това свято място, както и другите православни и благочестиви царе, деди и прадеди на моето царство.
За това бе издадено и златопечатното слово на моето царство и бе изпратено през месец март, на всяко явно утвърждение, в годината 6850 [1342], индикт 10, в което и нашата благочестива и богопредопределена държава се подписа.

## Издания
- Срезневский, Измаил Иванович (1879). Свѣдѣния и замѣтки о малоизвѣстных и неизвѣстных памятниках: LXXXI-XC. Санкт Петербург: Типографія Императорской Академіи Наукъ, с. 24 – 28, https://books.google.bg/books?id=5HFmAAAAcAAJ&dq=Срезневский%2C%20„Свѣдѣнiя%20и%20замѣтки”&hl=bg&pg=PP1#v=onepage&q&f=false
- Regel, W.; Kurtz, E.; Korablev, E. (eds) (1907). Actes de Zographou . – Византийский временник, Приложение къ тому XIII No. 1, Actes de l’Athos, IV,  165 – 168, http://www.vremennik.biz/sites/all/files/013_Приложение.%20Акты%20IV_0.pdf
- Ильинский, Г.А. (1911). Грамоты болгарских царей. – Древности. Труды славянской комиссии Имп. Моск. Аррхеолог. общества, 5. Москва,  21 – 23, https://catalog.libfl.ru/Bookreader/Viewer?bookID=BJVVV_1365375&view_mode=HQ#page/751/mode/1up, посетен на 12 септември 2023
- Даскалова, А.; Райкова, М. (2005). Грамоти на българските царе. София, с. 37 – 40
- Живојиновић, Д. М (2015). Хрисовуља бугарског цара Јована Александра манастиру Зографу (март 1342, индикт X). – Иницијал. Часопис за средњовековне студије, 3,  185 – 195, https://www.academia.edu/24485315
- Pavlikianov, Cyril (2014). The Mediaeval Greek and Bulgarian Documents of the Athonite Monastery of Zographou (980 – 1600). Sofia: St. Kliment Ohridski University Press, pp. 330 – 337, ISBN 978-954-07-3882-6, архив на оригинала от 27 август 2024, https://www.academia.edu/10267641/Cyril_Pavlikianov_The_Mediaeval_Greek_and_Bulgarian_Documents_of_the_Athonite_Monastery_of_Zographou_980-1600_Sofia_2014, посетен на 19 май 2019
- Pavlikianov, Cyril (2016). Authentic Medieval Slavic Documents Kept in the Bulgarian Athonite Monastery of Zographou (1342 – 1572). – Cyrillomethodianum, 21. Thessalonica,  53 – 129, архив на оригинала от 4 май 2019, https://www.academia.edu/32130018/Cyril_Pavlikianov_Authentic_Medieval_Slavic_Documents_Kept_in_the_Bulgarian_Athonite_Monastery_of_Zographou_1342-1572_Cyrillomethodianum_21_Thessalonica_2016, посетен на 4 май 2019

## Превод и обяснения
- Начев, В. (1996). Български царски грамоти. София, с. 82 – 99

## Цитирана литература
- Иванов, Йордан (1970). Български старини из Македония (Фототипно издание). БАН, http://kroraina.com/NI/JI-BSM.djvu
- История на българската държава и право. Извори 680 – 1944. Албартос, 2002
- Мирчев, Кирил (1978). Историческа граматика на българския език. София: Наука и изкуство